# Stříbrná
Stříbrná (Duits: Silberbach) is een Tsjechische gemeente in de regio Karlsbad, en maakt deel uit van het district Sokolov.
Stříbrná telt 455 inwoners.
Březová · Bublava · Bukovany · Chlum Svaté Maří · Chodov · Citice · Dasnice · Dolní Nivy · Dolní Rychnov · Habartov · Horní Slavkov · Jindřichovice · Josefov · Kaceřov · Krajková · Královské Poříčí · Kraslice · Krásno · Kynšperk nad Ohří · Libavské Údolí · Loket · Lomnice · Nová Ves · Nové Sedlo · Oloví · Přebuz · Rotava · Rovná · Staré Sedlo · Stříbrná · Svatava · Šabina · Šindelová · Sokolov · Tatrovice · Těšovice · Vintířov · Vřesová